# Dors petit homme
Pistes de Pour les jeunes de 8 à 88 ans
Je vais m'expédier à ton adresse Les mots secrets
Dors, petit homme (La Chèvre grise) est une chanson interprétée par Claude François de 1976. Elle a été écrite par Eddy Marnay et composée par Claude François. C'est une adaptation française d'une comptine très populaire outre-Atlantique, Hush, Little Baby
La chanson figure sur l'album Pour les jeunes de 8 à 88 ans.